# Kashima, Saga

Kashima (鹿島市 Kashima-shi?) este un municipiu din Japonia, prefectura Saga.